# Rasbora trifasciata
Rasbora trifasciata är en fiskart som beskrevs av Popta, 1905. Rasbora trifasciata ingår i släktet Rasbora och familjen karpfiskar. Inga underarter finns listade i Catalogue of Life.